# زانکت یوهان (ماینتس-بینگن)
زانکت یوهان (ماینتس-بینگن) (به آلمانی: Sankt Johann) یک شهر در آلمان است که در ماینتس-بینگن واقع شده‌است. زانکت یوهان ۸۴۰ نفر جمعیت دارد.